# Josep Aparicio
Josep Antoni Aparicio Olmedo, més conegut com a Josep Aparicio «Apa» (Godella, 11 de març de 1960) és un cantaor d'estil valencià que destaca per la seva «tessitura alta, potència aclaparadora i timbre vibrant, i com per la fantasia i la imaginació a l'hora de construir variacions i improvisacions», segons el musicòleg Vicent Torrent. El seu àlbum Flamencianes (2017) representà un diàleg fluid entre la tradició musical valenciana del fandango i el cant de batre i els estils del flamenc com la buleria i el tango.
El 1980, Apa s'inicià al cant d'estil juntament amb Josepa Blasco i Teresa Segarra. Aquesta unió professional li va permetre donar a conèixer fora de la seva terra la saba mediterrània de les variants d'aquest gènere valencià a través de concerts didàctics de música tradicional, patrocinats per la Conselleria de Cultura de la Generalitat Valenciana. El 1987 formà el grup Beniterrania, actuant en diverses convencions i festivals nacionals i internacionals.

## Discografia
- Cançons del pla i de la muntanya d'Alimara (Puput-Zafiro, 1980)
- Cants i cants (Temps Record, 2011)[4]
- Flamencianes (Mésdemil, 2017)
- Cançons a banda (2020)
- Sinergies (autoeditat, 2021)[5]